# Rokkaku Shisui

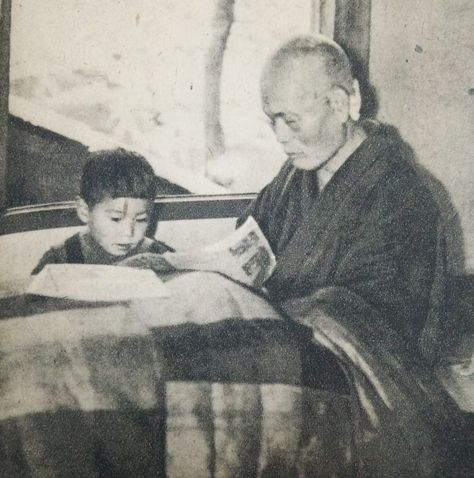
Rokkaku Shisui 1948

Rokkaku Shisui (japanisch 六角紫水, eigentlich Fujioka Chūtarō (藤岡 仲太郎) später bei gleicher Lesung (藤岡 注多良); geb. 24. April 1868 in Ōgaki auf der Insel Nōmishima (能美島) in der Präfektur Hiroshima; gest. 15. April 1950) war ein japanischer Meister der Lackarbeit.

## Leben und Wirken
Rokkaku schloss 1893 sein Studium an der staatlichen Kunstschule Tokio (東京美術学校, Tōkyō bijtsu gakkō), der Vorläufereinrichtung der heutigen Universität der Künste Tōkyō ab. Er war einer der ersten Absolventen der Klasse Lackarbeiten mit Goldpulvereinlagen (蒔絵, Maki-e) und wurde deort anschließend Assistenzprofessor.
Auf Anregung von Okakura Tenshin leistete Rokkaku einen Beitrag zur Erforschung der klassischen japanischen Kunst. Er beteiligte sich auch an Okakuras Gründung des Nihon Bijutsuin. 1904 gehört er zu den Künstlern, die sich Okakuras Reise nach Amerika anschlossen. In den USA wurden das Boston Museum of Fine Arts und das Metropolitan Museum of Art in New York City besucht. 1908 folge eine Reisen nach Europa, die nach London, Paris, Berlin und Russland führte. Rokkaku nahm auch an den Ausgrabungen in Nangnang (樂浪; Korea) teil. Später benutzte er selbst die Kyōmon-Technik, auf die man bei den Ausgrabungen von Nangnang stieß und die für Lackarbeiten während der Han-Dynastie benutzt worden war. Auch unter den Schätzen des kaiserlichen Schatzhauses Shōsō-in aus dem 8. Jahrhundert fand man Beispiele dafür.
Rokakku arbeitete auch daran, farbige Lackarbeiten zu gestalten, wobei es ihm gelang, weißen Lack herzustellen. Er wurde Professor an der Kunstschule Tokio und Mitglied der kaiserlichen Akademie der Künste (heute Japanische Akademie der Künste). – Unter seinen schriftlichen Werken ist die „Geschichte der fernöstlichen Lackarbeiten“ (東洋漆工史, Tōyō shikkō shi) besonders erwähnenswert. – Das Wappentier der Kirin Bierbrauerei ab 1889 soll von Rokkaku entworfen worden sein. 